# 安杰拉·伊格尔
安杰拉·伊格尔女爵士，DBE（英語：Dame Angela Eagle，1961年2月17日—）是英国工党政治人物，自1992年大选以来一直是下院沃勒西选区的国会议员。伊格尔生于约克郡，在牛津大学学习哲学、政治学和经济学。当选国会议员前，曾在英国工业联合会及工会组织工作。
伊格尔于2009年6月至2010年5月担任工作和养老金部负责退休金和老龄化的副大臣。2010年10月当选为影子内阁成员，并由爱德·米利班德任命为影子财政部首席秘书。
2011年10月，米利班德改组影子内阁，她被任命为影子下议院领袖。2015年9月，新任党领袖杰里米·科尔宾任命伊格尔为影子第一国务大臣兼影子商务、创新和技能大臣。2016年6月，伊格尔辞去影子内阁职务，7月11日宣布挑战杰里米·科尔宾的领袖位置，但在八天后退出，转而支持欧文·史密斯面对面挑战科尔宾的领袖位置。伊格尔是工党议员玛丽亚·伊格尔的孪生姐姐。

## 早年的生活和工作
伊格尔出生于约克郡东区的布里德灵顿，是印刷工人安德烈·伊格尔和雪莉·伊格尔（娘家姓科克）的女儿。她在圣彼得第五小学和Formby高中受教育。她在牛津大学圣约翰学院读哲学、政治和经济学，1983年以二等文学士学位毕业。在牛津大学就读期间，她任牛津大学费边社的主席三年，直到毕业才卸任。1976年，她获得英国国际象棋锦标赛18岁以下组的冠军。
1984年，伊格尔在英国工业联合会（CBI）的经济部门工作，在加入健康服务业者联合会（COHSE）之前，已担任了多个职位。1989年，她被工党选为秘书在佩卡姆选区工作两年，当时该选区的议员是哈莉特·哈曼。

## 国会事业

### 後座议员和第一次进入政府
伊格尔在1992年大选中首次当选国会下院沃勒西选区议员，以3809票的优势击败了外交部海外发展副大臣、保守党人琳达·乔克。有人称她在选举中违规，包括从候选人名单中挤出当地精英，以及票数作假。
1994年，伊格尔成为就业专责委员会委员，不久就被托尼·布莱尔提拔为反对党党鞭。1997年大选后进入布莱尔政府，任环境、交通和区域事务部政务次官，辅佐副首相约翰·普雷斯科特。1998年社会保障部正副大臣哈莉特·哈曼与法兰克·菲尔德因政见不合，政务难以推动而被首相布莱尔双双解职，伊格尔调往该部仍任政务次官，辅佐新大臣阿利斯泰尔·达林。
在2001年大选后，她改任内政部政务次官，但在2002年因报告错误被布莱尔免职。2003年1月，她成为财政专责委员会委员。
伊格尔投票赞成2003年美国领导的入侵伊拉克行动，并在2003年、2006年和2007年三次反对调查伊拉克战争。

### 布朗政府的副大臣
2007年6月29日，伊格尔返回戈登·布朗政府，担任财政部财政秘书，财政大臣的副手。她在2009年6月的政府改组中被提拔为工作和养老金部副大臣。
2008年4月，伊格尔参加了关于英国经济的国会辩论，在这场辩论中，自由民主党指出英国面临“房地产市场的极端泡沫”和“经济衰退”的风险。伊格尔回答说，“幸运的是对于我们所有人来说，那些想象力丰富的小说家言对宏观经济没有真正的影响。”一年后，主持辩论的杰雷米·布朗说，伊格尔的回应表明了政府对于金融危机的“幻想程度”。

### 反对党
爱德·米利班德成为工党领袖之后，伊格尔在影子内阁成员选举中名列第四，随后被任命为影子财政部首席秘书，专门负责丹尼·亚历山大。
2011年4月，当伊格尔因情绪激动被下议院警告时，首相戴维·卡梅伦引用迈克尔·威廉姆斯的广告语“冷静一下，亲爱的”（“Calm down, dear”）调侃此事。工党副领袖哈莉特·哈曼表示：“21世纪的英国女性不希望本国首相用‘冷静一下，亲爱的’这样的话调侃自己。”工党官员呼吁首相为之道歉，因为这种言论有傲慢和性别歧视意味。
2011年10月影子内阁改组，伊格尔调任影子下院领袖。
2012年6月，报纸揭露接招乐队（Take That）歌手盖瑞·巴洛避税，伊格尔在下院发言中批评了他。伊格尔还批评保守党政府授予巴洛大英帝国勋章，并说巴洛的行为给“Take That”这一词赋予了新内涵。又质疑为什么戴维·卡梅伦首相没有像批评喜剧演员吉米·卡尔避税那样公开批评巴洛。
2012年5月，伊格尔成为工党全国政策论坛的主席，并担任2013-14年度工党全国执行委员会主席。
伊格尔对绝大多数问题的投票记录与其他工党议员一样。

#### 工党副领袖选举

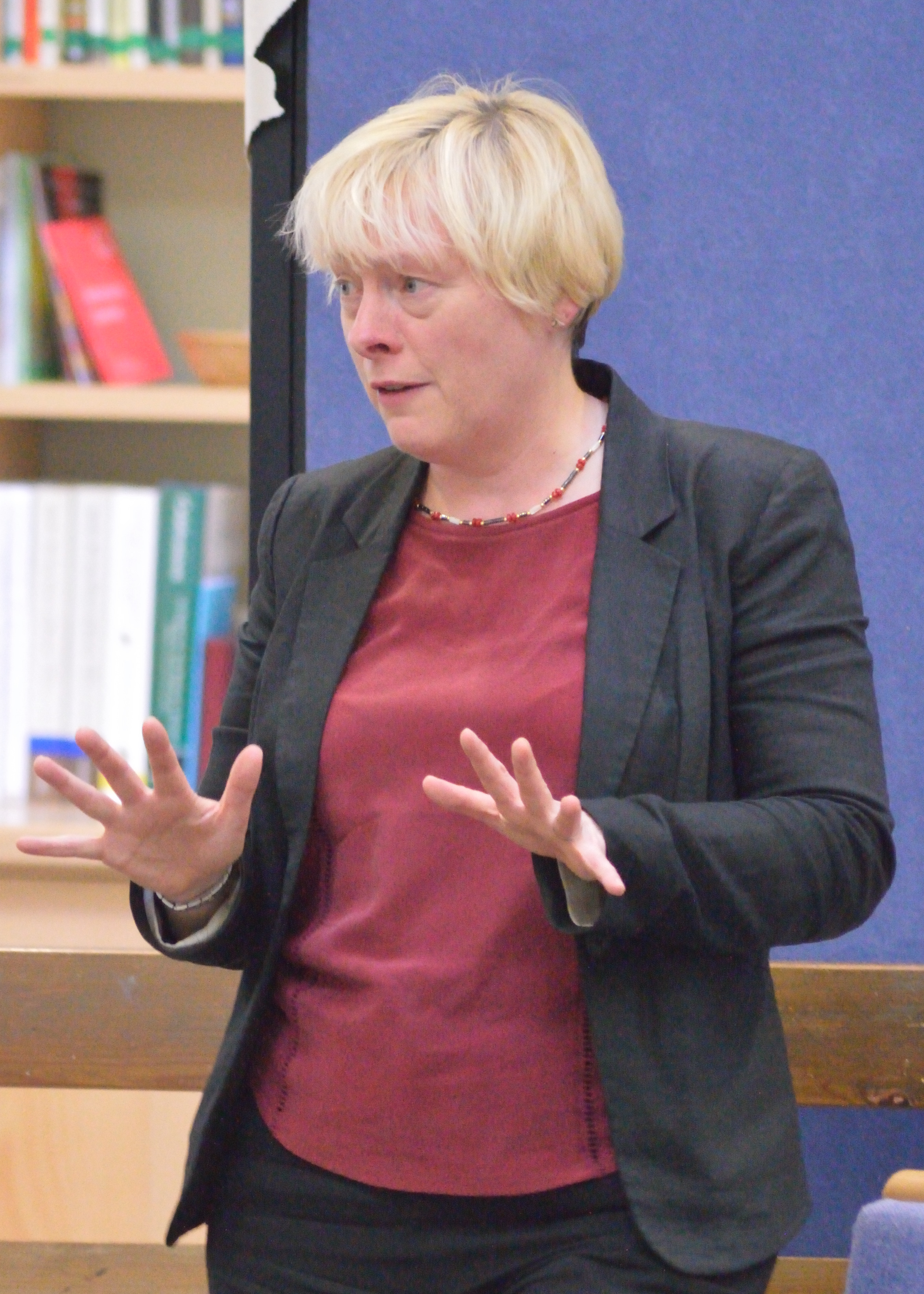
伊格尔在2015年工党副领袖选举(英国)与巴斯的支持者会面并演讲

工党领袖爱德·米利班德和副领袖哈莉特·哈曼在2015年大选失败后辞职，伊格尔决定参选副领袖。
伊格尔获得了来自选区工党和几大工会组织公共服务联盟、英国通讯工人联盟、建筑工人联盟、运输工薪员工协会的32位代表的提名，并和汤姆·沃特森受到最大工会组织团结联盟的联合支持。伊格尔在第一轮投票中得票率16.2％，在第二轮以17.9％得票率出局，位列第四名。

#### 科尔宾影子内阁
领袖选举后，杰里米·科尔宾在2015年9月任命伊格尔为影子第一国务大臣和影子商务大臣。2016年6月27日，伊格尔在脱欧公投后引发的影子内阁大规模辞职中辞职。

#### 领袖挑战
2016年6月28日，在工党议员对杰里米·科尔宾（Jeremy Corbyn）的领导员表示不信任后，据报道，伊格尔正在考虑对工党领袖的挑战。伊格尔的政治大本营沃勒西选区的工党却支持科尔宾留任党领袖，并呼吁伊格尔也一同支持科尔宾。
伊格尔强硬宣称：“我不是布莱尔的人，我不是布朗的人⋯⋯我是我自己的人，一个强大的工党人。”新政治家的记者乔治·伊顿引述另一位挑战者欧文·史密斯的话说伊格尔在2003年投票支持伊拉克战争，致使ISIS扩展到叙利亚（2015年12月），这会损害她对科尔宾的挑战。《卫报》的加里·尤努尔认为，人们不清楚伊格尔的政策主张。
7月11日，伊格尔宣布对科尔宾发起挑战，称“杰里米·科尔宾无法提供领导这个党需要的领导力，我相信我可以”。第二天，她的选区办公室被人扔进砖头，据报道，她的部下因为“辱骂”电话太多而停止接听电话。她的选区-沃勒西选区-的当地工党组织宣布支持杰里米·科尔宾并称之为“压倒性多数”的党领袖，提议对伊格尔进行不信任投票。不过这没有发生，因为工党全国执行委员会决定在领袖选举期间暂停所有选区工党的会议。在此期间她收到上百条辱骂和反同性恋的信息。
在2016年7月19日星期二，伊格尔宣布她退出领袖选举，并支持另一位科尔宾的挑战者候选人欧文·史密斯，史密斯获得了大约20位国会议员和全国执行委员提名，这是伊格尔所不及的。“我们需要有一个强有力、能团结全党的领袖，领导我们成为好的反对党，与保守党政府战斗并医治我们的国家。所以我宣布，我将以我的热情和政治力量支持欧文的这一努力。”伊格尔在接受采访时说。
在伊格尔的要求下，沃勒西选区的工党于2016年7月20日呼吁停止野蛮行为。7月21日，警方建议伊格尔为了她的安全考虑不要出席在她选区举行的开放式户外活动，而她不得不遗憾地同意这样做。
2016年10月，工党内部发起一项关于伊格尔的选区党组和她本人在领袖选举期间一些事件的调查，证实她在当年年初选区工党的年会上因同性恋受到侮辱。“伊格尔的选区办公室的窗户被砖块砸破很有可能与她的挑战党领袖有关”，“窗户的位置表明这件事不可能”由“随机的路人”或“工党内部人员所为”。关于“办公室所在的建筑内有许多公司，窗户属于一个不相关的楼梯井”的说法是不准确的，实际情况是“业主有许多家公司在那幢建筑注册，但唯一使用者则在楼上。”

## 私人生活
伊格尔的双胞胎姐妹玛丽亚·伊格尔于1997年大选加入下议院，她们两个是下院唯一的同卵双胞胎姐妹（兄弟）议员。
伊格尔是女同性恋者，她于1997年9月接收报纸采访时公开。她是第二个公开的女同性恋国会议员，第一人是20世纪70年代的默林·科尔奎考恩。2008年9月伊格尔与工党全国委员会工作人员玛利亚·埃克尔结为民事伴侣关系。她于2009年独立报评选的英国最有影响力的101位同性恋者名单中位列第50位。

## 榮譽
- 大英帝國爵級司令勳章[55]